# Osprey GP2 Osprey I
Le Osprey GP2 Osprey I aussi connu sous les noms de Pereira GP2 Osprey, Air Skimmer et Sea Skimmer est un hydravion ULM monoplace dessiné par Eut Tileston pour le constructeur amateur George Pereira. Un appareil est testé par l'US Navy sous le nom de X-28. La version de base n'étant pas équipé de train d'atterrissage, elle ne peut atterrir et décoller que sur l'eau.

## GP2Osprey I
Le premier vol a lieu le 12 août 1970 depuis le delta de Sacramento. Pereira créa la société Osprey Aircraft en vue de vendre les plans de l'appareil aux constructeurs amateur, les plans incluaient aussi une remorque rendant possible la mise en œuvre de l'appareil sans aide extérieure. En février 2011 ces plans sont toujours disponibles à la vente.

## Le programme X-28Sea Skimmer
En 1971 l'US Navy montre de l'intérêt pour cet hydravion et commissionne le Naval Air Development Center pour mener une étude sur son utilisation dans des missions de patrouille fluviale au Viêt Nam. Le programme stipulait que l'appareil devait être léger, capable de voler en VFR, d'un coût unitaire inférieur à 5 000 USD et dont la construction pourrait avoir lieu sur le théâtre d'opération sans investissement majeur.
Après avoir visité les installations d'Osprey Aircraft et rencontré George Pereira, la Navy fait l'acquisition d'un appareil qu'elle désigne X-28A et commence ses essais en vol fin 1971. Bien que les essais en vol aient démontré que l'appareil était d'un pilotage aisé et qu'il pourrait sans problème être mis en service à grande échelle le projet est finalement abandonné.

## Postérité
Le seul exemplaire du X-28A jamais produit est exposé au Kalamazoo Air Zoo à Portage dans le Michigan.